# Neomirandea pendulissima
Neomirandea pendulissima là một loài thực vật có hoa trong họ Cúc. Loài này được Al.Rodr. mô tả khoa học đầu tiên năm 2005.